# Aranui 5
Pour les articles homonymes, voir Aranui (homonymie).
L'Aranui 5 est un cargo mixte de classe Aranui qui est entré en service le 12 décembre 2015 entre Tahiti et les îles Marquises. Il est unique car il dessert les îles Marquises en tant que cargo, mais il emmène également un nombre limité de passagers dans certaines des régions les plus reculées de la Polynésie française. Son port d'attache est Papeete, Polynésie française.
L'Aranui 5 a remplacé l'Aranui 3 qui est entré en service en 2003. L'Aranui 5, comme son prédécesseur, est enregistré en tant que navire à passagers en vertu de la Convention internationale pour la sauvegarde de la vie humaine en mer (International Convention for the Safety of Life at Sea - SOLAS).
Elle a été construite en Chine et est arrivée à Papeete, Tahiti, le 9 novembre 2015.
L'Aranui joue un rôle important en fournissant du fret aux six ports des îles Marquises. L'Aranui 5 fonctionne également comme une croisière touristique avec un itinéraire de 14 jours. Il s'arrête également dans les îles de Rangiroa et Takapoto dans les îles Tuamotu avant de retourner sur son 13em jour à Bora Bora dans les îles de la Société.
À l'occasion des Jeux olympiques d'été de 2024, dont les compétitions de surfs se déroulent en Polynésie française, à Tahiti, près de Teahupoo, l’Aranui V est utilisé pour loger les délégations et servir de village olympique flottant,.

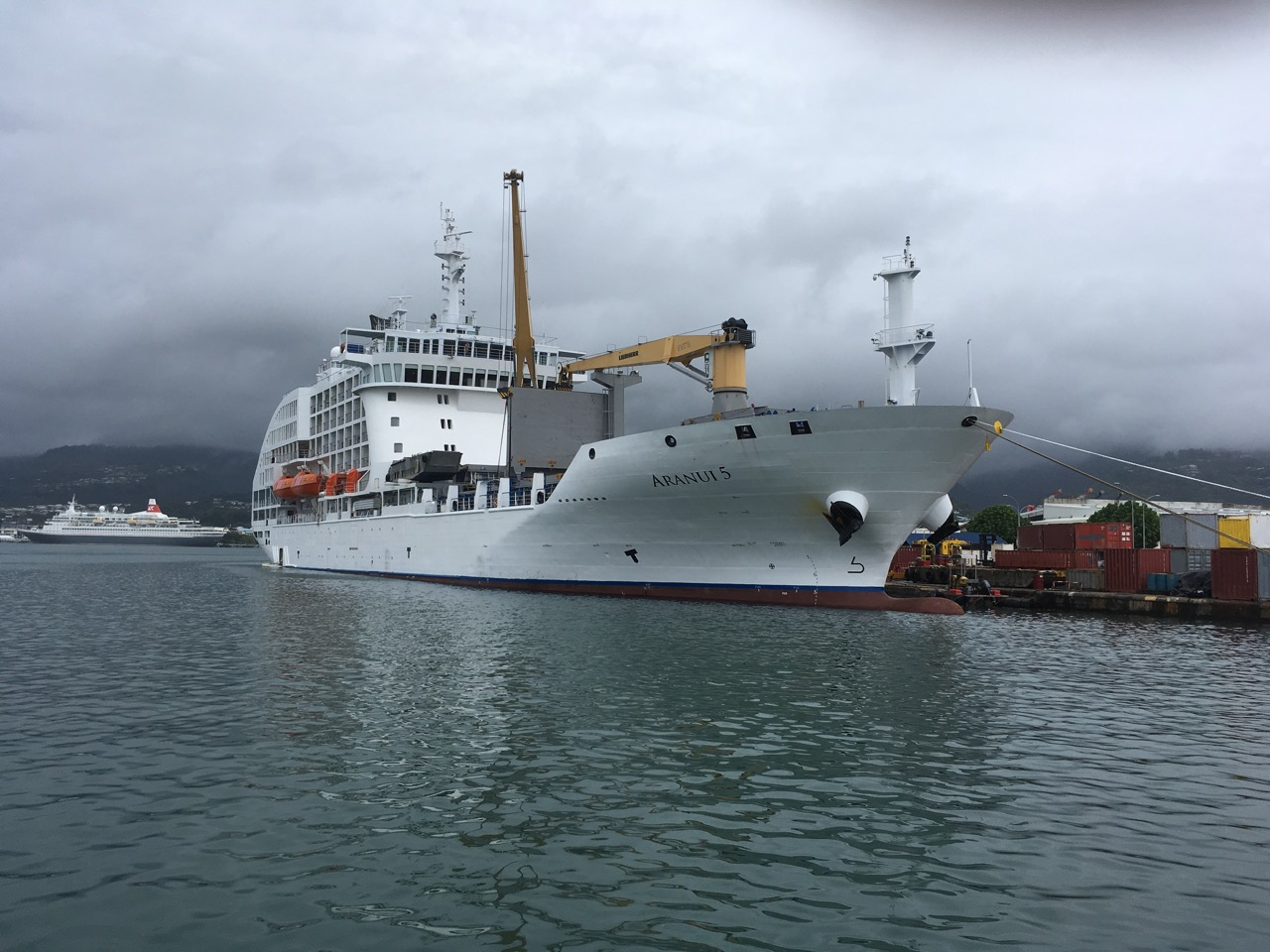
Aranui 5 à Motu Uta